# Honoghr
Honoghr es un planeta del universo de La Guerra de las Galaxias, habitado por los noghri. Durante los primeros tiempos de las Guerras Clon, una batalla en órbita provocó una catástrofe ecológica planetaria, cuando una nave espacial que llevaba un gas tóxico se estrelló contra el planeta y explotó. El Imperio convenció a los noghri para que trabajasen para ellos a cambio de la restauración de su planeta, y, deliberadamente, los mantuvieron incapacitados y lograron mantener a los noghri sometidos.De esta manera, los noghri fueron utilizados numerosas veces como fuerza bruta trabajando para el imperio, incluso después de la derrota del Emperador.